# Too Good to Go
Too Good to Go es una aplicación móvil que hace de intermediario entre restaurantes o tiendas que ponen a la venta productos o alimentos que no han vendido al servicio de los consumidores para no malgastar la comida. Actualmente la aplicación está disponible en la mayoría de países europeos.

Países atendidos por Too Good To Go

## Historia
La compañía fue creada el año 2015 en Dinamarca en manos de Brian Christensen, Thomas Bjørn Momsen, Stian Olesen, Klaus Bagge Pedersen y Adam Sigbrand. El proyecto surgió después de que los responsables de la plataforma fueran testigos en un bufé libre de cómo toda la comida que no se había consumido y estaba en perfecto estado terminaba en los cubos de basura.
También fue cofundada en Francia por Lucie Basch y en Reino Unido por Chris Wílsones junto Jamie Crummie. Posteriormente, llegó a Suiza en noviembre de 2016.
En 2019 la compañía fue financiada con 6 millones de euros para incentivar la investigación y desarrollo de ella. Se lanzó entonces en Austria y en septiembre de 2019 adquirió la iniciativa española de weSAVEeat creando su propia marca. En diciembre de 2019 llegó a Francia.

## Utilidad
Se trata de una aplicación gratuita para dispositivos móviles donde se ponen a la venta las sobras de restaurantes y tiendas. Esto permite reducir el desperdicio de comida, que actualmente es uno de los problemas globales que más afectan sobre el medio ambiente. En 8 años, la empresa ha crecido hasta unir a más de 90 millones de usuarios registrados y 155.000 establecimientos adheridos activos en 17 países de Europa y Norteamérica. Too Good To Go ha contribuido a evitar el desperdicio de más de 300 millones de comidas, lo que equivale a 810.000 toneladas de CO2e evitadas.